# 久次米健太郎 (演出家)
久次米 健太郎（くじめ けんたろう、12月16日 - ）は日本の演出家。

## 略歴
兵庫県神戸市出身。シンクロナイズ・プロデュース代表。
兵庫県立宝塚北高等学校演劇科卒業。劇作家・演出家の秋浜悟史、山崎正和に演劇基礎を学ぶ。
近畿大学文芸学部芸術学科演劇芸能専攻卒業。演出家の大橋也寸、芥川賞作家の中上健次に師事。
兵庫県立青少年尼崎創造劇場（ピッコロシアター）勤務。全国初の県立劇団『兵庫県立ピッコロ劇団』の発足準備担当・演出部に配属。当時の劇団代表・秋浜悟史、文学座・藤原新平の演出助手を務める。
1997年シンクロナイズ・プロデュース設立(～2017)。近年TVCMをはじめ映像作品も演出している。
政治家で、元自由民主党の参議院議員（徳島県選挙区）であった久次米健太郎とは同姓同名の別人である。

## 主な作品
- 新神戸オリエンタル劇場ニューウェーブシアター
  - 「赤と黒の夜明け」（作／アラバール、演出／大森敏弘）出演
    - ※ニューウェーブシアター主演男優賞　受賞
- ぴいろ企画
  - 「賢治祭」（台本・演出／秋浜悟史）
- 近畿大学60周年記念公演
  - 「恋―アントン・チェホフ」出演・舞台監督（演出／大橋也寸）
- 近畿大学卒業公演
  - 「十九歳の地図」出演・舞台監督（作／中上健次、演出／大橋也寸）
- 兵庫県立ピッコロ劇団
  - 「海を山に」演出助手（作・演出／秋浜悟史）
  - 「風の中の街」演出助手（作／別役実、演出／藤原新平）
  - 「二分間の冒険」演出助手（作／岡田淳、演出／秋浜悟史）
  - 「わたしの夢は舞う」演出助手（作／清水邦夫、演出／秋浜悟史）
  - 「阪神・淡路大震災 被災地激励活動」全52ケ所　演出スタッフ
    - ※日本経済新聞に関連記事あり。
- GOTHプロデュース
  - 「セロ弾きのゴーシュ」構成・演出 （作／宮澤賢治）
  - 「帽子屋さんのお茶の会」演出（作／別役実）
- シアターΧ企画「二年がかりの芝居づくり」
  - 「サクラのサクラ　原体験」舞台監督（演出／大橋也寸・森田雄三）
  - 「ご近所のパシュトゥンたち」舞台監督（演出／大橋也寸・森田雄三）
- シンクロナイズ・プロデュース
  - 「僕が木漏れ陽の道を歩くとき」（作・演出）ベニサン・ピット
  - 「約束」（作・演出）ザ・ポケット、ピッコロシアター
  - 「おしっこ」（谷川俊太郎：詩参考による、台本・演出）ベニサン・ピット
  - 「夏の路地」（中上健次作「岬」「枯木灘」による台本・演出）ベニサン・ピット
  - 「異邦人」（アルベール・カミュによる、台本・演出）ザ・ポケット
  - 「愚鈍起承転浪漫譚」（セルバンテスによる、台本・演出）吉祥寺シアター
  - 「同級生たち」（作・演出）せんがわ劇場

## その他の活動
- 「阪神大震災は演劇を変えるか 」（晩成書房）
  - 秋浜悟史との共著（付 : 励ます劇、震災の子が主役／久次米健太郎）
- 子供服メーカーTV-CM　企画・演出
- 美容専門学校卒業イベント「アフロディーテ」構成・演出
- TRAVESSIA・シンクロナイズ共同特別企画
  - 「夏の散歩道～言葉と絵と音楽のコラボレーション～」構成・演出

出演：谷川俊太郎、谷川賢作、覚和歌子、高瀬麻里子　ほか
- 谷川俊太郎＋DiVa vol.1
  - 「いまここ – いわきの若い写真家たちとのコラボレーション」映像構成・演出